# Mark Kirk

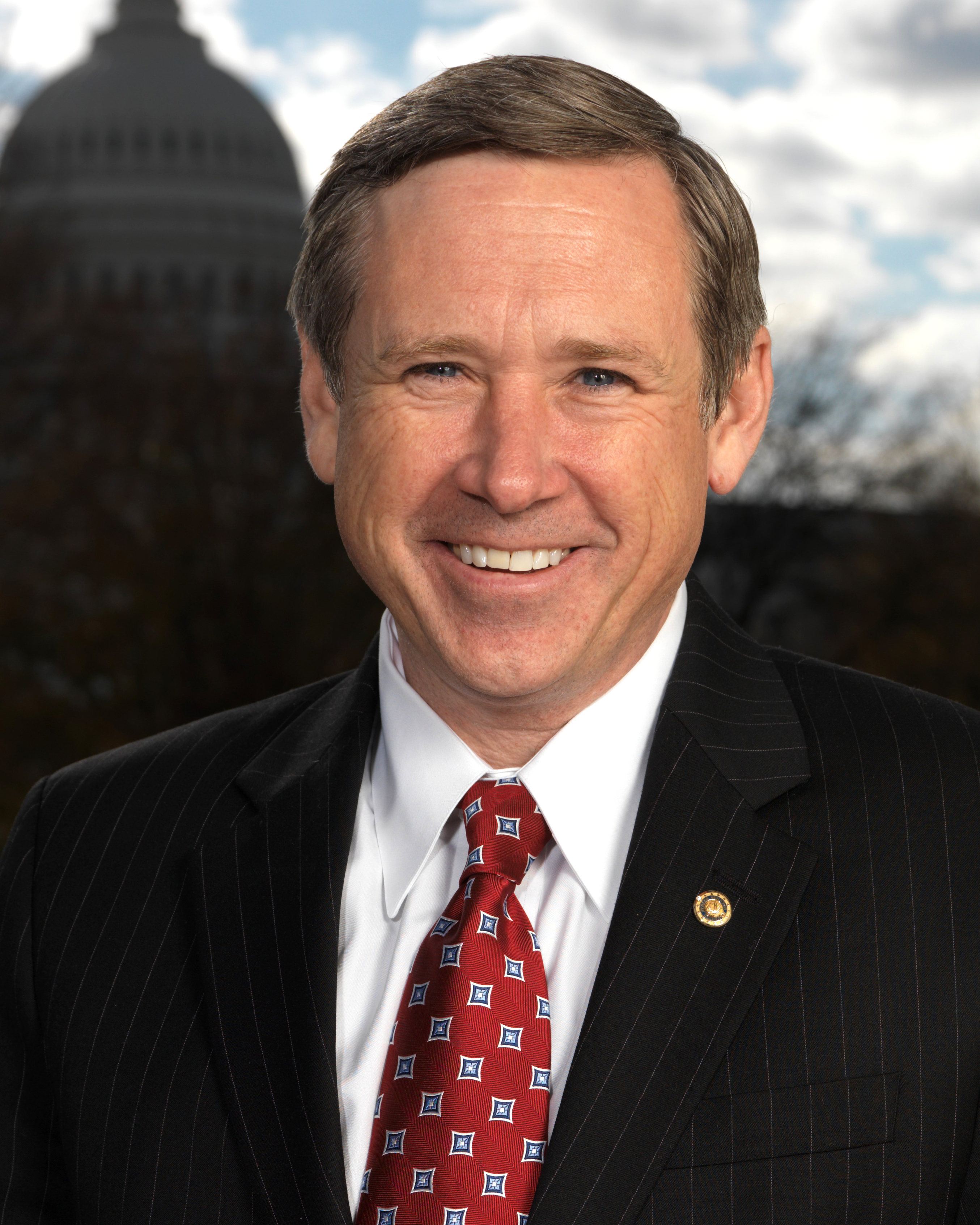
Mark Kirk (2010)

Mark Steven Kirk (* 15. September 1959 in Champaign, Illinois) ist ein US-amerikanischer Politiker der Republikanischen Partei. Von 2011 bis 2017 vertrat er den Bundesstaat Illinois im Senat der Vereinigten Staaten.

## Leben
Nach seiner Schulzeit an der New Trier East High School studierte Kirk Geschichte an der Universidad Nacional Autónoma de México und danach an der Cornell University. Darauf folgte ein Studium der Wirtschafts- und Rechtswissenschaften an der London School of Economics und am Georgetown University Law Center. Nach seinem Studium war er ab 1989 als Nachrichtenoffizier in der Naval Reserve tätig. Kirk ist Mitglied der Republikanischen Partei. Dort schloss er sich der Republican Main Street Partnership an; einem Bündnis von republikanischen Politikern, die sich mehr an der politischen Mitte als die übrigen konservativeren Parteiströmungen orientieren.
Von 2001 bis 2010 war er Abgeordneter im Repräsentantenhaus der Vereinigten Staaten für den Bundesstaat Illinois. Kirk gewann am 2. November 2010 bei den Senatswahlen die Nachwahl für die verbleibende Amtszeit seines Vorgängers Roland Burris sowie für eine volle Amtszeit ab Januar 2011. Am 29. November 2010 wurde er als Burris' Nachfolger vereidigt.
2001 heiratete Kirk seine Kollegin Kimberly Vertolli, von der er 2009 geschieden wurde. Er gehört der United Church of Christ an und lebt privat in Highland Park.
Im 113. Senat war Kirk Inhaber des Candy Desk.
Im Januar 2012 musste sich Kirk einem chirurgischen Eingriff unterziehen, nachdem er einen ischämischen Schlaganfall erlitten hatte. Die behandelnden Ärzte erklärten nach der Operation, dass er möglicherweise seinen linken Arm als Folge des Schlaganfalls nicht mehr vollständig würde bewegen können. Am 3. Januar 2013 kehrte er in den Kongress zurück.
Bei der Wahl 2016 bewarb er sich um eine weitere Amtsperiode im US-Senat und verlor gegen die Demokratin Tammy Duckworth. Im Wahlkampf hatte er über Duckworths Herkunft gespottet. Als Duckworth über ihre Vorfahren, die den USA in der Armee gedient hatten, sprach, bemerkte Kirk, er habe „vergessen, dass ihre Vorfahren aus Thailand herüberkamen, um George Washington zu dienen“. Für diese von Beobachtern als rassistisch aufgefasste Bemerkung entschuldigte er sich später. Kirk schied am 3. Januar 2017 aus dem Senat aus.